# Fuente de Cantos
Fuente de Cantos (extremadurai nyelven Huenti de Cantus) település Spanyolországban, Badajoz tartományban. Fuente de Cantos Monesterio, Calera de León, Cabeza la Vaca, Segura de León, Valencia del Ventoso, Medina de las Torres, Calzadilla de los Barros, Bienvenida, Llerena és Montemolín községekkel határos. Lakosainak száma 4592 fő (2024).

## Népesség
A település népessége az utóbbi években az alábbiak szerint változott:
| Lakosok száma | 5071 | 4982 | 5050 | 5039 | 4990 | 5002 | 4903 | 4721 | 4684 | 4592 |
|               | 2001 | 2004 | 2006 | 2009 | 2011 | 2014 | 2016 | 2019 | 2021 | 2024 |